# Øyslebø
Øyslebø is een plaats in de Noorse gemeente Lindesnes in fylke Agder. Øyslebø telt 343 inwoners (2007) en heeft een oppervlakte van 0,53 km². Het dorp ligt aan fylkesvei 455.
Tot 1964 was Øyslebø een zelfstandige gemeente in de toenmalige provincie Vest-Agder. De gemeente werd gesticht in 1899, eerder vormde het met Laudal de gemeente Øyslebø og Laudal. In 1964 werden die gemeenten weer samengevoegd om samen met het grootste deel van de voormalige gemeente Bjelland de nieuwe gemeente Marnardal te vormen. Deze ging in 2020 op in Lindesnes
De kerk in het dorp dateert uit 1797. De parochie is onderdeel van de prosti Mandal